# Radula mazarunensis
Radula mazarunensis là một loài rêu trong họ Radulaceae. Loài này được K. Yamada mô tả khoa học đầu tiên năm 1989.